# Nereis
Nereis is een geslacht van borstelwormen uit de familie van de zeeduizendpoten (Nereididae).
Nereis bestaat uit veel meestal mariene soorten, waaronder de zeeduizendpoten. Hun voor de voortbeweging dienende parapoden worden gekenmerkt door tongvormige dorsale en ventrale lobben. Kenmerkend zijn verder hun vier ogen, de twee antennen en hun krachtige kaaktangen in de ver uitstulpbare farynx.
De naam Nereis (Nereïden) komt voort uit de Griekse mythologie.

## Soorten
- Nereis abbreviata Holly, 1935
- Nereis abyssa Imajima, 2009
- Nereis abyssicola (Horst, 1924)
- Nereis acustris Linnaeus, 1767
- Nereis aegyptia (Savigny in Lamarck, 1818)
- Nereis alacranensis Ramírez-Hernández, Hernández-Alcántara & Solís-Weiss, 2015
- Nereis albipes Grube, 1873
- Nereis allenae Pettibone, 1956
- Nereis amoyensis (Treadwell, 1936)
- Nereis angelensis Fauchald, 1972
- Nereis angusta (Kinberg, 1865)
- Nereis angusticollis Kinberg, 1865
- Nereis annularis Blainville, 1818
- Nereis anoculis Hartman, 1960
- Nereis anoculopsis Fauchald, 1972
- Nereis anodonta Schmarda, 1861
- Nereis antipoda Knox, 1960
- Nereis apalie Wilson, 1985
- Nereis arroyensis Treadwell, 1901
- Nereis augeneri Gravier & Dantan, 1934
- Nereis badiotorquata (Grube, 1878)
- Nereis baliensis (Horst, 1924)
- Nereis baolingi de León-González & Solís-Weiss, 2000
- Nereis batjanensis (Horst, 1924)
- Nereis bifida Hutchings & Turvey, 1982
- Nereis bipartita (Bobretzky, 1868)
- Nereis blainvillei Delle Chiaje, 1828
- Nereis broa Lana & Sovierzoski, 1987
- Nereis buitendijki (Horst, 1924)
- Nereis caecoides Hartman, 1965
- Nereis caerulea Linnaeus, 1758
- Nereis calamus Renier, 1804
- Nereis callaona (Grube, 1857)
- Nereis caparti Fauvel, 1953
- Nereis casoae Leon-Gonzalez & Solis-Weiss, 2001
- Nereis castelnaui Quatrefages, 1866
- Nereis caudipunctata (Grube, 1857)
- Nereis caymanensis Fauchald, 1977
- Nereis chlorodes Blanchard in Gay, 1849
- Nereis chrysocephala Pallas, 1788
- Nereis cirrhigera Viviani, 1805
- Nereis cirriseta Hutchings & Turvey, 1982
- Nereis cockburnenesis Augener, 1913
- Nereis cockburnensis Augener, 1913
- Nereis confusa Conde-Vela & Salazar-Vallejo, 2015
- Nereis contorta Dalyell, 1853
- Nereis corallina Kinberg, 1865
- Nereis cornuta Quatrefages, 1866
- Nereis costaricaensis Dean, 2001
- Nereis coutieri Gravier, 1899
- Nereis crassa Gmelin in Linnaeus, 1788
- Nereis crocea Renier, 1804
- Nereis cuprea (Schmarda, 1861)
- Nereis dakarensis Fauvel, 1951
- Nereis dayana Sun & Shen in Sun, Wu & Shen, 1978
- Nereis delagica Gmelin in Linnaeus, 1788
- Nereis delicatula Blanchard in Gay, 1849
- Nereis delli Knox, 1960
- Nereis denhamensis Augener, 1913
- Nereis donghaiensis He & Wu, 1988
- Nereis dorsolobata Hartmann-Schröder, 1965
- Nereis eakini Hartman, 1936
- Nereis edwardsii Delle Chiaje, 1828
- Nereis ehlersiana (Grube, 1878)
- Nereis ehrenbergi Grube, 1868
- Nereis eugeniae (Kinberg, 1865)
- Nereis falcaria (Willey, 1905)
- Nereis fauchaldi Leon-Gonzalez & Diaz-Castaneda, 1998
- Nereis fauveli Gravier & Dantan, 1934
- Nereis filicaudata Fauvel, 1951
- Nereis foliosa Schmarda, 1861
- Nereis fossae Fauchald, 1972
- Nereis frontalis Bosc, 1802
- Nereis funchalensis (Langerhans, 1880)
- Nereis fusifera Quatrefages, 1866
- Nereis garwoodi González-Escalante & Salazar-Vallejo, 2003
- Nereis ghardaqae Hartmann-Schröder, 1960
- Nereis goajirana Augener, 1933
- Nereis gracilis (Hansen, 1878)
- Nereis granulata Day, 1957
- Nereis gravieri Fauvel, 1902
- Nereis grayi Pettibone, 1956
- Nereis grubei (Kinberg, 1865)
- Nereis guangdongensis Wu, Sun & Yang, 1981
- Nereis heronensis Glasby, Nu-Wei & Gibb, 2013
- Nereis heterocirrata Treadwell, 1931
- Nereis heteromorpha (Horst, 1924)
- Nereis heteropoda Chamisso & Eysenhardt, 1821
- Nereis holochaeta Intes & Le Loeuff, 1975
- Nereis homogompha Rullier, 1972
- Nereis huanghaiensis Wu, Sun & Yang, 1981
- Nereis icosiensis Gravier & Dantan, 1928
- Nereis ignota Quatrefages, 1866
- Nereis imajimai Leon-Gonzalez & Diaz-Castaneda, 1998
- Nereis imbecillis Grube, 1840
- Nereis imperfecta Gravier & Dantan, 1936
- Nereis inflata Leon-Gonzalez & Solis-Weiss, 2001
- Nereis iris Stimpson, 1853
- Nereis izukai Okuda, 1939
- Nereis jacksoni Kinberg, 1865
- Nereis krebsii Grube, 1857
- Nereis lamellosa Ehlers, 1868
- Nereis latescens Chamberlin, 1919
- Nereis leuca Chamberlin, 1919
- Nereis ligulata Hilbig, 1992
- Nereis lineata Delle Chiaje, 1827
- Nereis lingulata Hilbig, 1992
- Nereis lithothamnica Annenkova, 1938
- Nereis litoralis Leach in Johnston, 1865
- Nereis lizardensis Glasby, Nu-Wei & Gibb, 2013
- Nereis longilingulis Monro, 1937
- Nereis longior Chlebovitsch & Wu, 1962
- Nereis longisetis McIntosh, 1885
- Nereis macropis Ehlers, 1920
- Nereis margarita Montagu, 1804
- Nereis marginata Grube, 1857
- Nereis mariae Holly, 1935
- Nereis maroccensis Amoureux, 1976
- Nereis maxillodentata Hutchings & Turvey, 1982
- Nereis mendocinana Chamberlin, 1919
- Nereis microcera Quatrefages, 1866
- Nereis minima Lamarck, 1801
- Nereis mollis Linnaeus, 1761
- Nereis monoceros Dalyell, 1853
- Nereis monroi Reish, 1953
- Nereis mortenseni Augener, 1923
- Nereis multignatha Imajima & Hartman, 1964
- Nereis myersi Holly, 1935
- Nereis nancaurica Ehlers, 1904
- Nereis nanciae Day, 1949
- Nereis natans Hartman, 1936
- Nereis neoneanthes Hartman, 1948
- Nereis nichollsi Kott, 1951
- Nereis nigripes Ehlers, 1868
- Nereis noctiluca Linnaeus, 1761
- Nereis nouhuysi Horst, 1918
- Nereis obscura Gravier & Dantan, 1934
- Nereis ockenii Delle Chiaje, 1828
- Nereis octentaculata Montagu, 1804
- Nereis oligohalina (Rioja, 1946)
- Nereis onychophora Horst, 1918
- Nereis otto Delle Chiaje, 1828
- Nereis ovarius Read, 1980
- Nereis panamensis Fauchald, 1977
- Nereis pannosa (Grube, 1857)
- Nereis parabifida Hutchings & Turvey, 1982
- Nereis paucignatha Hartman, 1940
- Nereis paulina Grube, 1867
- Nereis pelagica Linnaeus, 1758
- Nereis perivisceralis Claparède, 1868
- Nereis peroniensis Kott, 1951
- Nereis persica Fauvel, 1911
- Nereis peruviana Ehlers, 1868
- Nereis phosphorescens Quatrefages, 1866
- Nereis phyllophorus Ross, 1819
- Nereis pinnata Müller, 1776
- Nereis piscesae Blake & Hilbig, 1990
- Nereis posidoniae Hutchings & Rainer, 1979
- Nereis procera Ehlers, 1868
- Nereis profundi Kirkegaard, 1956
- Nereis pseudomoniliformis Santos & Lana, 2003
- Nereis pulsatoria (Savigny, 1822)
- Nereis punctata Dalyell, 1853
- Nereis puncturata Grube, 1857
- Nereis quadricorna Delle Chiaje, 1841
- Nereis quoyii Quatrefages, 1866
- Nereis radiata Viviani in Grube, 1850
- Nereis ranzani Delle Chiaje, 1828
- Nereis rava Ehlers, 1868
- Nereis regia Quatrefages, 1866
- Nereis rigida Grube, 1857
- Nereis riisei Grube, 1857
- Nereis rufa Pennant, 1812
- Nereis rupta Quatrefages, 1866
- Nereis sandersi Blake, 1985
- Nereis sarsoensis Hartmann-Schröder, 1960
- Nereis schmardae Hartmann-Schröder, 1962
- Nereis scolopendroides Hansen, 1882
- Nereis segrex Chamberlin, 1919
- Nereis semperiana (Grube, 1878)
- Nereis serrata Santos & Lana, 2003
- Nereis sieboldii Grube, 1873
- Nereis sinensis Wu, Sun & Yang, 1981
- Nereis spinigera Hutchings & Turvey, 1982
- Nereis splendida Grube, 1840
- Nereis sumbawaensis (Horst, 1924)
- Nereis surugaense Imajima, 1972
- Nereis talehsapensis Fauvel, 1932
- Nereis tenuis Webster & Benedict, 1884
- Nereis tethycola Delle Chiaje, 1831
- Nereis thysanota Ehlers, 1920
- Nereis tiedmanni Delle Chiaje, 1841
- Nereis tigrina Zachs, 1933
- Nereis toporoki Khlebovich, 1996
- Nereis torta Fauvel, 1934
- Nereis translucens Quatrefages, 1866
- Nereis triangularis Hutchings & Turvey, 1982
- Nereis tydemani (Horst, 1924)
- Nereis uncia Holly, 1935
- Nereis usticensis Cantone, Catalono & Badalamenti, 2003
- Nereis veleronis Hartman, 1940
- Nereis ventilabrum Quatrefages, 1866
- Nereis vexillosa Grube, 1851
- Nereis victoriana Augener, 1918
- Nereis villosa Dalyell, 1853
- Nereis vitiensis Grube, 1870
- Nereis zhongshaensis Shen & Sun in Sun, Wu & Shen, 1978
- Nereis zonata Malmgren, 1867
- Ondergeslacht Nereis (Herfriedia)
  - Nereis (Herfriedia) waikikiensis Holly, 1935
- Ondergeslacht Nereis (Neonereis)
  - Nereis (Neonereis) hawaiiensis Holly, 1935
  -  Nereis (Neonereis) nigroaciculata Holly, 1935
- Ondergeslacht Nereis (Nereis) Linnaeus, 1758
  - Nereis (Nereis) brisbanensis Hartmann-Schröder, 1990
  - Nereis (Nereis) ethiopiae Day, 1965
  - Nereis (Nereis) gaikwadi Day, 1973
  - Nereis (Nereis) gilchristi Day, 1967
  - Nereis (Nereis) macroaciculata Hartmann-Schröder, 1986
  - Nereis (Nereis) neogracilis Mohammad, 1970
  - Nereis (Nereis) rangiroaensis Hartmann-Schröder, 1992